# Конфирмат

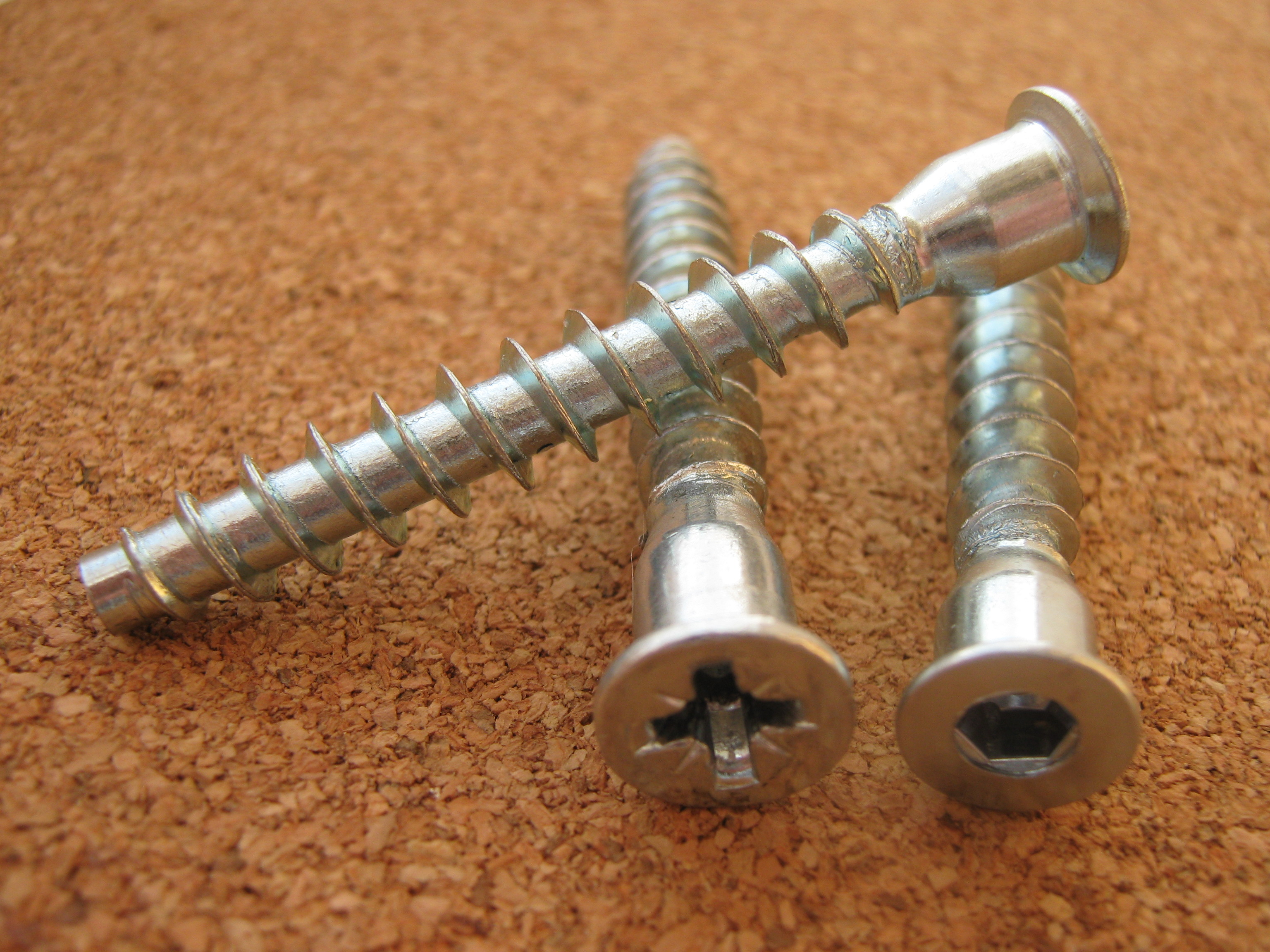
Конфирматы с крестообразным шлицем типа «pozidriv» (слева) и шестигранным шлицем (справа)

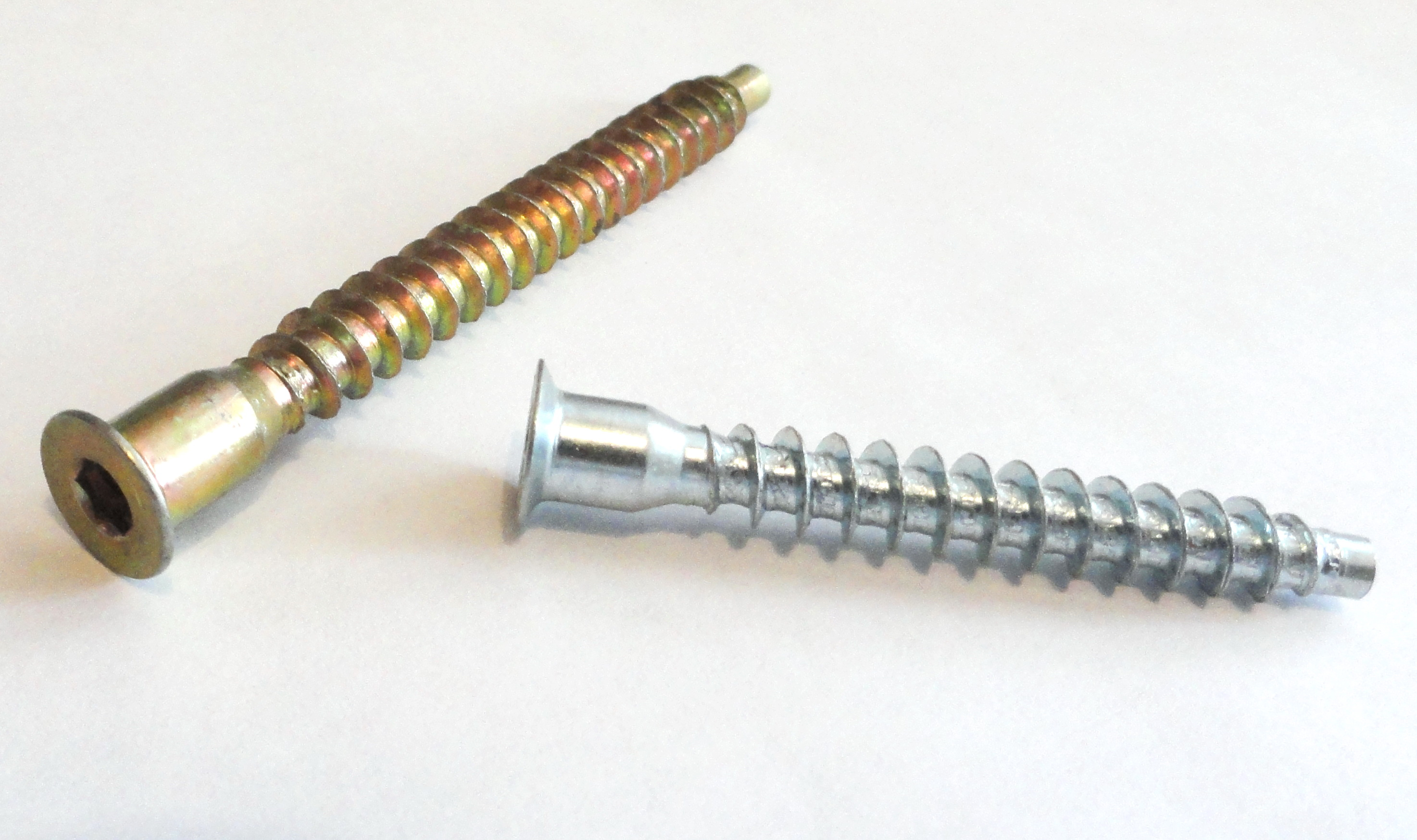
Конфирматы различных длин и покрытий
слева: длиной 70 мм хроматированный
справа: 50 мм с цинковым покрытием

Конфирма́т («еврошуруп», «шурупная стяжка») — одноэлементная стяжка для соединения деталей из ДСтП, МДФ, а также фанеры, массивной древесины и других относительно мягких и рыхлых материалов. Используется при изготовлении мебели, столярно-строительных и прочих изделий. Представляет собой специальный шуруп с потайной головкой, разреженным шагом резьбы и тупым концом.

## История
Устоявшееся название у непрофессиональных мебельщиков этой стяжки на постсоветском пространстве произошло от названия торговой марки «Конфирмат» (нем. Confirmat), под которой стяжка выпускалась немецкой фирмой—производителем мебельной фурнитуры Хафель (нем. Häfele). Профессиональные мебельщики СССР узнали о конфирмате в 1973 году на выставке «Лесдревмаш».
Массово же использовать конфирматы на территории бывшего СССР на практике стало возможно только в 1-й половине 1990-х гг., после распада СССР, демонополизации внешней торговли и бурного развития частных мебельных предприятий.

## Описание
Конфирмат получил широкое распространение благодаря своей простоте установки, не требующей особой точности разметки.
Конструкция конфирмата имеет большую площадь стержневой и резьбовой поверхности, что уменьшает нагрузку на единицу площади материала, в который вкручивается конфирмат, делая соединение более устойчивым к нагрузкам на срез и вырыв.
Недостатками такого вида крепежа являются нарушение целостности наружных поверхностей мебели, а также риск повреждения резьбы соединяемой детали, особенно в таком мягком материале как ДСтП, сравнимом с древесиной сосны, в случае многократных повторных закручиваний конфирмата.
Главным недостатком является разупрочнение конструкции изделия. При креплении на уголки вертикальная нагрузка передаётся на полку уголка с минимальным разупрочнением самой прикрепляемой конструкции. Конфирмат же вкручивается в торец детали, и при толщине дсп 16 мм 8 мм уходит под конфирмат, несущая часть дсп остаётся 4 мм на сторону. Полки, выполненые таким образом, не подходят для книг, стопок белья или любых других более или менее тяжёлых грузов. Также страдает конструкционная прочность шкафов, переносить их нужно очень осторожно, иначе конфирмат легко выломает место своего крепления.

## Конструкция

Чертёж конфирмата и основные размеры:
d — наружный диаметр резьбы
L — длина
D — диаметр головки

Конфирмат состоит из потайной головки со шлицем либо крестообразным «Позидрайв» номер 2 или 3, либо с шестигранным размерами на 3 или 4 мм. К головке примыкает гладкая часть стержня, а далее — конический сбег часть и резьбовая часть с тупым концом. Диаметры (d, см. чертёж) гладкой части и наружного диаметра резьбовой части номинально равны.
Изготавливают конфирматы из металлических сплавов, и они, как правило, имеют покрытие (в основном, цинковое).

## Размеры
Типоразмер конфирмата обозначается как произведение наружного диаметра резьбы (d) и длины (L) в мм, например, 5×40, 5×50, 6,3×40, 6,3×50, 7×40, 7×50, 7×60, 7×70.
Диаметр гладкой части выполняется равным наружному диаметру резьбы. Диаметр конической шляпки (D) обычно на 1,5—2 мм, больше наружного диаметра резьбы
В стандартной корпусной мебели на основе ДСтП (ЛДСП) толщиной 16—18 мм, как правило, устанавливаются конфирматы 7 (или 6,3) × 50. Отверстия под такие конфирматы выполняются двумя диаметрами 5 и 7 мм с зенковкой 45°×9 мм и глубиной 53—55 мм.

## Установка

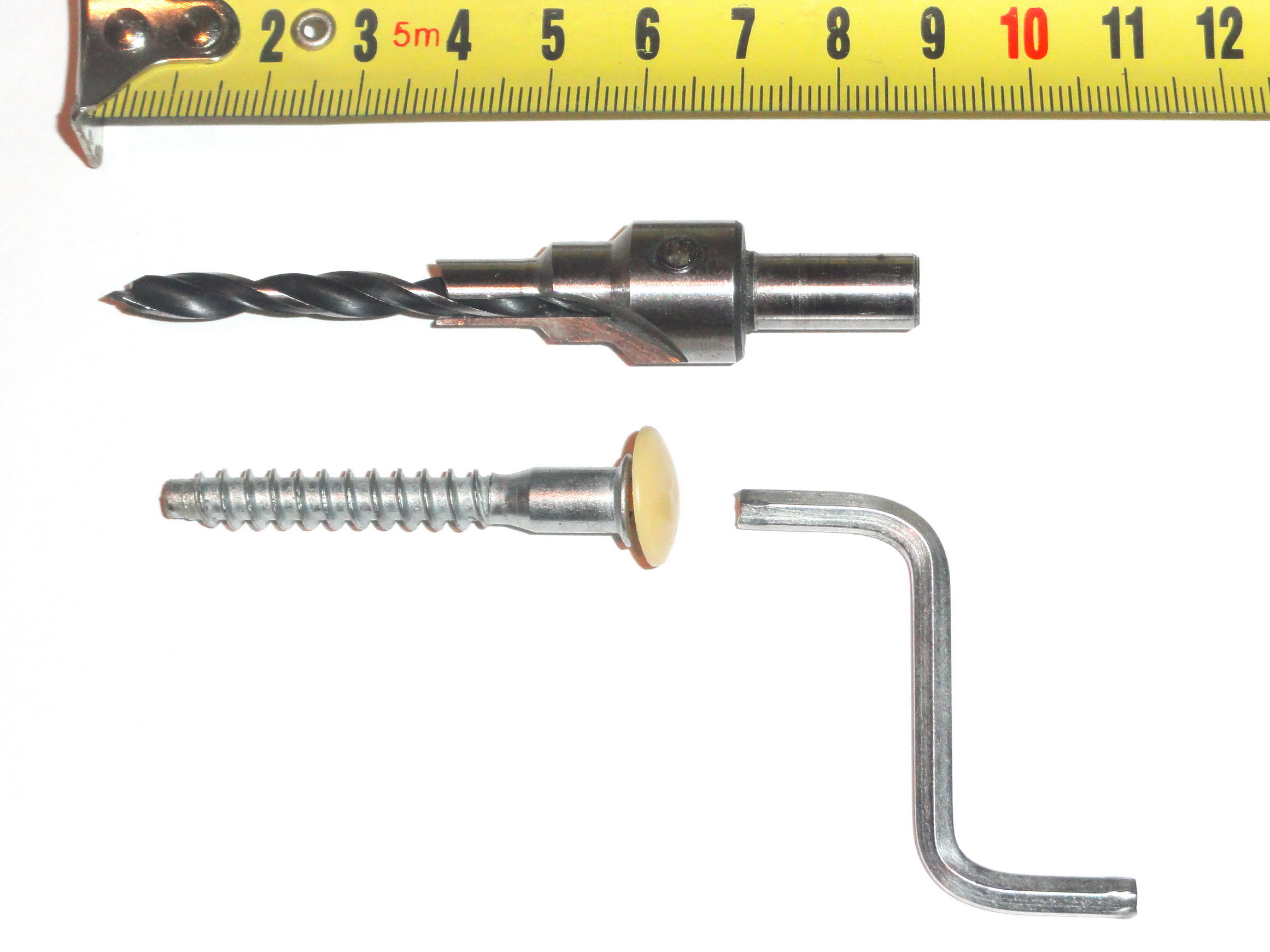
Специальное ступенчатое (комбинированное) сверло для конфирмата, конфирмат с заглушкой и шестигранный ключ для конфирмата

Чертёж соединения деталей конфирматом

Чертёж соединения деталей под углом с помощью конфирмата

Для установки конфирмата необходимо просверлить два отверстия разного диаметра: под резьбовую и нерезьбовую (гладкую) части, а также произвести зенкование под головку. Для просверливания отверстий под наиболее распространённый диаметр конфирмата 6,3—7 мм для резьбовой части используется диаметр сверла 5 мм, а для гладкой — 7 мм.
Существует специальное ступенчатое (комбинированное) сверло, с помощью которого производят одновременное сверление двух отверстий в соединяемых деталях и зенкование .
При образовании соединения гладкая часть стержня конфирмата вместе с головкой находится в сквозном отверстии, просверливаемом на лицевой стороне проходной детали, а резьбовая часть образует внутреннюю резьбу в глухом отверстии, просверливаемом в торце непроходной детали.
Соединения деталей только конфирматами являются достаточно подвижными (сдвиг мебельных деталей, особенно при ударных и динамических нагрузках, может составлять до 3-4 мм); для предотвращения сдвига относительно друг друга и усиления соединения при сборке на конфирматы используются шканты.
Для декорирования головки конфирмата в цвет поверхности мебельной детали используются пластиковые заглушки, вставляемые в шлиц, или бумажные самоклеющиеся заглушки, наклеиваемые на головку после сборки.